# Stephanopis cristipes
Stephanopis cristipes là một loài nhện trong họ Thomisidae.
Loài này thuộc chi Stephanopis. Stephanopis cristipes được Wladislaus Kulczynski miêu tả năm 1911.